# نیکلاس جکسون
نیکلاس جکسون (انگلیسی: Nicolas Jackson؛ زادهٔ ۲۰ ژوئن ۲۰۰۱) بازیکن فوتبال اهل سنگال است که در پست مهاجم برای باشگاه فوتبال چلسی در لیگ برتر فوتبال انگلستان و تیم ملی سنگال بازی می‌کند.
جکسون اولین بازی ملی بزرگسالان خود را برای سنگال در سال ۲۰۲۲ انجام داد. او برای جام جهانی فوتبال ۲۰۲۲ و جام ملت‌های آفریقا ۲۰۲۳ انتخاب شد.

## افتخارات
چلسی
- لیگ کنفرانس اروپا: ۲۰۲۴–۲۵[۳]
- جام جهانی باشگاه‌ها: ۲۰۲۵[۴]
- جام اتحادیه باشگاه‌های انگلستان نایب قهرمان: ۲۰۲۳–۲۴[۵]

انفرادی
- بازیکن ماه لالیگا: مه ۲۰۲۳[۶]
- گل ماه لیگ برتر انگلستان: اکتبر ۲۰۲۴[۷]
- گل ماه بی‌بی‌سی: اکتبر ۲۰۲۴[۸]